# Барахтян Василь Олексійович
Василь Олексійович Барахтян (24 квітня 1908, селище Вікторівське, нині Костанайська область Казахстану — 21 вересня 1988, Харків, Українська РСР) — радянський український вчений-правознавець, кандидат юридичних наук (1939). Директор Харківського юридичного інституту (1939—1941 та 1943—1948) та завідувач кафедри радянського державного права (1943—1971). Учасник Великої Вітчизняної війни. Серед його учнів були Н. П. Воронов, Р. С. Павловський та В. В. Речицький.

## Біографія
Василь Барахтян народився 24 квітня 1908 року в селищі Вікторівське, територія якого нині входить до складу району Беїмбету Майліна Костанайської області Казахстану, в сім'ї селянина-бідняка. У квітні 1924 почав працювати усільській раді, де спочатку був діловодом, а з вересня 1925 — секретарем. З вересня 1926 по березень 1927 року працював діловодом Затобольського районного виконавчого комітету Костанайської області, а потім очолив регіональну профспілку партійних працівників.
З 1930 по 1932 рік служив у Червоній армії у званні червоноармійця в 1-й кавалерійській дивізії. Вищу освіту здобув у Харківському інституті радянського будівництва та права, в якому навчався з 1932. Дослідники В. В. Аксьонова та Ю. П. Бітяк стверджували, що Барахтян закінчив інститут у 1935 році. При цьому у виданнях, присвячених до ювілеїв вишу, йдеться, що в 1933/34 навчальному році він був одним із чотирьох аспірантів цього вишу, трьома іншими були: Мирон Бару, Віктор Колмаков та Дмитро Рассейкін. В 1938 році закінчив аспірантуру в Харківському юридичному інституті (до 1937 ― Харківський інститут радянського будівництва і права).
У серпні 1939 року Василь Олексійович було призначений на посаду директора Харківського юридичного інституту, на якій залишався аж до 1941 року. Після початку Великої Вітчизняної війни у 1941 році він вступив до Червоної армії, служив у колегії військового трибуналу Південно-Уральського військового округу, мав військове звання майора. Після звільнення Харкова 23 серпня 1943 року та затвердження 4 листопада Радою народних комісарів Української РСР наказу Всесоюзного комітету у справах вищої школи та Народного комітету юстиції Української РСР від 25 вересня 1943 року «Про відновлення роботи Харківського юридичного інституту», Барахтян був відкликаний з армії та знов очолив ВНЗ. Займався відновленням ВНЗ, що був зруйнований німцями внаслідок війни.
Поєднуючи з директорством у 1943 році очолив щойно створену кафедру радянського державного права. У лютому 1948 року «у зв'язку з хворобою» залишив посаду директора вишу та сконцентрувався на кафедральній роботі. У 1950 чи 1951 році кафедру радянського державного права було об'єднано з кафедрою міжнародного права, а завідувачем кафедри було призначено В. А. Барахтяна. У 1966 році кафедри знову були розділені, і Василь Олексійович продовжив очолювати кафедру державного та адміністративного права. Залишався завідувачем кафедри аж до 1971, а потім з 1972 по 1986 працював на ній же доцентом.
Василь Олексійович Барахтян помер 21 вересня 1988 року в Харкові.

## Науково-педагогічна діяльність
У коло наукових інтересів Василя Олексійовича входили ряд питань державного (конституційного) права та будівництва. У своїх працях він досліджував проблематику, пов'язану з місцевими органами влади.
У червні 1939 року Василь Барахтян у Харківському юридичному інституті (за іншими даними в Інституті держави та права АН СРСР) захистив дисертацію на здобуття наукового ступеня кандидата юридичних наук на тему «Українська РСР у системі Радянської союзної держави». Його офіційними опонентами були Ілля Трайнін та Йосип Левін. У тому ж році йому було присуджено відповідний вчений ступінь.
В. А. Барахтян був автором та співавтором: двох монографій — «Радянська демократія та свобода особистості», «Взаємини місцевих рад та громадських організацій», підручника «Радянське будівництво», двох навчальних посібників та близько 40 наукових та науково-популярних статей.
Окрім того, займався підготовкою наукових кадрів. Серед вчених, у яких В. А. Барахтян був науковим керівником дисертаційного дослідження були: Н. П. Воронов (1970), А. І. Єрьомін (1973), В. В. Захаров (1986), Р. С. Павловський (1954), В. В. Речицький (1983), З. І. Світлакова (1970)  та В. А. Северухін (1970). Також був офіційним опонентом на захисті дисертацій у М. В. Цвіка (1952)  та К. І. Хавроніна (1965).

## Нагороди
Василь Барахтян був удостоєний ряду радянських нагород, серед яких були орден «Знак Пошани» (Указ Президії Верховної Ради СРСР від 15 вересня 1961 р.) «за великі заслуги у підготовці фахівців та розвитку науки»;, а також медалі «За перемогу над Німеччиною у Великій Вітчизняній війні 1941—1945 рр.», «За доблесну працю у Великій Вітчизняній війні 1941—1945 рр.», «Двадцять років Перемоги у Великій Вітчизняній війні 1941—1945 рр.» і «На ознаменування 100-річчя від дня народження Володимира Ілліча Леніна».

## Оцінки
Радянський та український державний і політичний діяч Г. К. Крючков, характеризував своїх інститутських наставників, які для нього були прикладами для наслідування, до яких входив і Василь Олексійович, як принципових людей, які не піддавалися кон'юнктурі, а жили за законом та сумлінням.